# جيم هايز
جيم هايز (18 فبراير 1948 في الولايات المتحدة - 11 مارس 2009) (بالإنجليزية: Jim Hayes)‏ هو لاعب كرة سلة أمريكي في مركز مدافع مسدد الهدف. لعب مع Boston University Terriers men's basketball ‏.

## وصلات خارجية
- جيم هايز على موقع سبورتس رفرنس (الإنجليزية)
- جيم هايز على موقع كلية كرة السلة في سبورتس رفرنس.كوم (الإنجليزية)
- جيم هايز على موقع ريلجم (الإنجليزية)
- جيم هايز على موقع بروبوليرز (الإنجليزية)